# カゼレッテ
カゼレッテ（伊: Caselette）は、イタリア共和国ピエモンテ州トリノ県にある人口約3,000人の基礎自治体（コムーネ）。

## 地理

### 位置・広がり

#### 隣接コムーネ
隣接するコムーネは以下の通り。
- アルメーゼ
- アルピニャーノ
- アヴィリアーナ
- ブッティリエーラ・アルタ
- リーヴォリ
- ロスタ
- ヴァル・デッラ・トッレ

## 行政

### 分離集落
カゼレッテには、以下の分離集落（フラツィオーネ）がある。
- Grange di Caselette, Grangiotto